# Zorzines pinratanai
Zorzines pinratanai là một loài bướm đêm trong họ Noctuidae.